# Michael Anaba
Michael Anaba (nacido el 30 de diciembre de 1993 en Kumasi, Ghana) es un futbolista profesional ghanés que milita en las filas del FK Kauno Žalgiris de la A lyga.

## Trayectoria
Nacido en Kumasi, Anaba comenzó su carrera en el fútbol profesional con el modesto equipo Profesionales Windy, un equipo de fútbol segunda división con sede en Winneba. Se unió al Asante Kotoko FC en septiembre de 2011, y apareció regularmente para el equipo, también ganador de la Liga de fútbol de Ghana en la temporada 2012-13.
En enero de 2013 Kotoko bloquea el movimiento de Anaba al Valencia CF de la Primera División de España Él fue también vinculado al Parma FC de la Serie A en la misma ventana de transferencia, pero no pasó nada. 
A finales de julio de 2013, Anaba se unió al Elche CF de la Primera División de España en modo de prueba. El 13 de agosto, el club acordó una tarifa con Kotoko, y el jugador firmó un contrato de cuatro años a finales del mes
Anaba fue asignado inicialmente al Elche CF Ilicitano en Segunda División B. En julio de 2014 fue llamado a la selección principal de la pretemporada, y en agosto fue definitivamente promovido al primer equipo para disputar la temporada 2014/15.
En enero de 2017, abandona las filas del Eldense para incorporarse a las filas del Institución Atlética Sud América de la Primera División de Uruguay.

## Selección nacional
Ha sido internacional con la selección de fútbol sub-20 de Ghana en 4 ocasiones y se espera que pronto pueda debutar con la absoluta debido a su juventud y gran proyección.
Con la Sub-20 fue seleccionado para disputar la Copa Mundial de Fútbol Sub-20 de 2013 organizada en Turquía. Fue utilizado principalmente como un sustituto durante la competición, pero comenzó y fue capitán de su equipo en la derrota 1-2 ante Francia. Anaba también apareció en el partido por el tercer lugar, una vez más desde el banquillo en la victoria por 3-0 contra Irak logrando finalmente un positivo tercer puesto.
También fueron finalistas durante ese mismo año del Campeonato Juvenil Africano de 2013 tras perder la final contra Egipto en la tanda de penaltis por 5-4.

## Clubes
| Club                | País    | Año         | PJ | G |
| ------------------- | ------- | ----------- | -- | - |
| Windy Professionals | Ghana   | 2010 - 2011 | ?  | ? |
| Asante Kotoko       | Ghana   | 2011 - 2013 | ?  | 1 |
| Elche Ilicitano     | España  | 2013 - 2014 | 27 | 3 |
| Elche               | España  | 2015 - 2016 |    |   |
| Alcoyano (cedido)   | España  | 2016        |    |   |
| Eldense             | España  | 2016 - 2017 |    |   |
| Sud América         | Uruguay | 2017        |    |   |
| Ontinyent           | España  | 2017 - 2018 |    |   |
| Alcoyano            | España  | 2018 - 2019 |    |   |
| AFC Eskilstuna      | Suecia  | 2019 -      |    |   |

## Palmarés
Club
- Liga de fútbol de Ghana: 2012-2013

Internacional
- Campeonato Juvenil Africano: 2013, finalista
- Copa Mundial de Fútbol Sub-20: 2013, tercera plaza